# Tisbury
Tisbury är en by och en civil parish i Wiltshire i Wiltshire i England. Orten har 2 233 invånare (2011). Byn nämndes i Domedagsboken (Domesday Book) år 1086, och kallades då Tisseberie.